# EPrix de Buenos Aires de 2016
O ePrix de Buenos Aires de 2016 foi uma corrida válida pela segunda temporada do campeonato Fórmula E. O Pole Position e também vencedor foi o britânico Sam Bird. O segundo colocado na corrida foi o suíço Sébastien Buemi, já o terceiro foi Lucas Di Grassi.

## Treino Classificatório[1]
As cinco primeiras posições são definidas na chamada Super Pole.
| Pos. | Piloto                 | Equipe                    | Tempo    |
| ---- | ---------------------- | ------------------------- | -------- |
| 1    | Sam Bird               | DS Virgin Racing          | 1:09.420 |
| 2    | Nicolas Prost          | Renault e.dams            | 1:09.751 |
| 3    | António Félix da Costa | Aguri                     | 1:09.761 |
| 4    | Stéphane Sarrazin      | Venturi                   | 1:10.298 |
| 5    | Mike Conway            | Venturi                   | 1:12.391 |
| 6    | Robin Frijns           | Andretti                  | 1:09.616 |
| 7    | Lucas Di Grassi        | ABT Schaeffler Audi Sport | 1:09.677 |
| 8    | Daniel Abt             | ABT Schaeffler Audi Sport | 1:09.814 |
| 9    | Nelson Piquet Jr.      | NEXTEV TCR                | 1:09.931 |
| 10   | Jérôme d'Ambrosio      | Dragon                    | 1:10.067 |
| 11   | Oliver Turvey          | NEXTEV TCR                | 1:10.126 |
| 12   | Loïc Duval             | Dragon                    | 1:10.130 |
| 13   | Nick Heidfeld          | Mahindra                  | 1:10.321 |
| 14   | Simona De Silvestro    | Andretti                  | 1:10.446 |
| 15   | Jean-Éric Vergne       | DS Virgin Racing          | 1:10.581 |
| 16   | Bruno Senna            | Mahindra                  | 1:11.306 |
| 17   | Salvador Durán         | Aguri                     | 1:13.256 |
| 18   | Sébastien Buemi        | Renault e.dams            | 1:19.241 |

## Corrida[2]
| Pos. | Piloto                 | Equipe                    | Voltas | Tempo      | Grid | Ptos. |
| ---- | ---------------------- | ------------------------- | ------ | ---------- | ---- | ----- |
| 1    | Sam Bird               | DS Virgin Racing          | 35     | 35 voltas  | 1    | 281   |
| 2    | Sébastien Buemi        | Renault e.dams            | 35     | +0.716     | 18   | 18    |
| 3    | Lucas Di Grassi        | ABT Schaeffler Audi Sport | 35     | +7.525     | 7    | 15    |
| 4    | Stéphane Sarrazin      | Venturi                   | 35     | +9.415     | 4    | 12    |
| 5    | Nicolas Prost          | Renault e.dams            | 35     | +11.316    | 2    | 10    |
| 6    | Loïc Duval             | Dragon                    | 35     | +15.660    | 12   | 8     |
| 7    | Nick Heidfeld          | Mahindra                  | 35     | +16.444    | 13   | 6     |
| 8    | Robin Frijns           | Andretti                  | 35     | +18.685    | 6    | 4     |
| 9    | Oliver Turvey          | NEXTEV TCR                | 35     | +22.007    | 11   | 2     |
| 10   | Bruno Senna            | Mahindra                  | 35     | +22.456    | 16   | 1     |
| 11   | Jean-Éric Vergne       | DS Virgin Racing          | 35     | +24.482    | 15   |       |
| 12   | Nelson Piquet Jr.      | NEXTEV TCR                | 35     | +24.641    | 9    |       |
| 13   | Daniel Abt             | ABT Schaeffler Audi Sport | 35     | +27.998    | 8    |       |
| 14   | Simona De Silvestro    | Andretti                  | 35     | +36.171    | 14   |       |
| 15   | Mike Conway            | Venturi                   | 35     | +39.581    | 5    |       |
| 16   | Jérôme d'Ambrosio      | Dragon                    | 34     | +1 volta   | 10   | 2     |
| Ret  | António Félix da Costa | Aguri                     | 17     | +18 voltas | 3    |       |
| Ret  | Salvador Durán         | Aguri                     | 14     | +21 voltas | 17   |       |

- Ret = Não completou a prova
- ↑1 Ganhou três pontos pois fez a Pole Position
- ↑2 Ganhou dois pontos pois fez a volta mais rápida da corrida

## Classificação do campeonato após a corrida[3]
Apenas as cinco primeiras posições estão representadas.
| Pos | Piloto            | Pontos | Var |
| --- | ----------------- | ------ | --- |
| 1   | Sébastien Buemi   | 80     | 0   |
| 2   | Lucas Di Grassi   | 76     | 0   |
| 3   | Sam Bird          | 52     | 1   |
| 4   | Loïc Duval        | 32     | 1   |
| 5   | Jérôme d'Ambrosio | 30     | 2   |

| Pos | Construtor                | Pontos | Var |
| --- | ------------------------- | ------ | --- |
| 1   | Renault e.dams            | 101    | 0   |
| 2   | ABT Schaeffler Audi Sport | 96     | 0   |
| 3   | Dragon Racing             | 62     | 0   |
| 4   | DS Virgin Racing          | 58     | 0   |
| 5   | Mahindra Racing           | 34     | 0   |